# Glenn Corbett
Glenn Corbett, född 17 augusti 1930 i El Monte, Kalifornien, död 16 januari 1993 i San Antonio, Texas, var en amerikansk skådespelare.